# Epítome
Un epítome (del griego ἐπιτομή epitome) es el resumen de una obra extensa, que describe lo fundamental o lo más importante. La importancia de los epítomes para la historiografía actual radica en que en muchas ocasiones permiten conocer un esbozo del contenido de obras perdidas.

## El epítome en Egipto
Para el conocimiento de la historia del Antiguo Egipto, fueron de gran importancia los epítomes de la Aegyptiaka, obra perdida de Manetón pero parcialmente copiada en los textos de Flavio Josefo, Sexto Julio Africano, Eusebio de Cesarea y el monje Jorge Sincelo, origen de la división en dinastías de la historia faraónica. Durante siglos estos epítomes, junto a los relatos de Heródoto y de otros autores griegos, fueron las únicas fuentes de información del mundo egipcio. Gracias a las investigaciones de Jean-François Champollion pudo descifrarse la escritura jeroglífica y redescubrir, en los textos originales de papiros y bajorrelieves, la verdadera historia de su deslumbrante cultura.

## Usos del término
En 2024, el fabricante italiano de automóviles superdeportivos Pagani Automobili, presentó una edición especial de su modelo Pagani Huayra, a la cual denominó Pagani Huayra Epítome. Se trata de una versión especial producida por la división Grandi Complicazioni del fabricante, que además de su característico atributo mecánico, un motor V12 de 6 litros, originario de Mercedes-AMG, está equipado con una caja manual Xtrac de 7 velocidades. Este coche es una personalización hecha por Pagani a pedido de un cliente y según el fabricante, su objetivo con este coche fue el de llevarlo "a su máxima expresión".